# Behringen
Behringen este o comună din landul Turingia, Germania.
1. ↑  GeoNames